# Sabina Spielrein

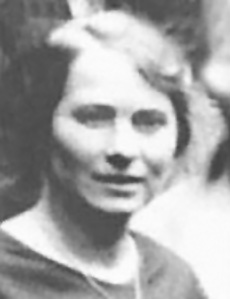
Sabina Spielrein, 1918

Sabina Naftulowna Spielrein (russisch Сабина Нафтуловна Шпильрейн; * 26. Oktoberjul. / 7. November 1885greg. in Rostow am Don, Russisches Kaiserreich; † 12. August 1942 ebenda) war eine russische Ärztin und Psychoanalytikerin. Sie war eine Patientin und Schülerin von Carl Gustav Jung und die erste Frau, die mit einer psychoanalytischen Arbeit promoviert wurde. Ihre Dissertation war die erste psychoanalytisch ausgerichtete Dissertation überhaupt, die 1911 in dem Jahrbuch für psychoanalytische und psychopathologische Forschungen veröffentlicht wurde. Außerdem benutzte sie als eine der ersten in der Fachwelt den Begriff „Schizophrenie“.

## Leben
Sabina Spielrein war die Tochter des vermögenden russisch-jüdischen Kaufmanns Nikolai Arkadjewitsch Spielrein und seiner Frau Eva Markowna Ljublinskaja, einer Zahnärztin und Tochter eines chassidischen Rabbiners. Die Mutter hatte Zahnmedizin studiert, widmete sich aber vorwiegend ihren fünf Kindern, drei Söhnen und zwei Töchtern. 1901 starb die jüngste Tochter an Typhus. Spielrein besuchte das Mädchengymnasium in Rostow und schloss es 1904 mit der Reifeprüfung ab.

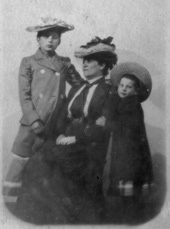
Sabina Spielrein als Kind (links), mit ihrer Mutter Eva Markowna Ljublinskaja und Schwester Emilia Spielrein (1894–1901), Aufnahme 1895

Im Jahre 1904 wurde sie mit der Diagnose „Hysterie“ in die psychiatrische Universitätsklinik „Burghölzli“ in Zürich eingewiesen und unter anderem vom dortigen Oberarzt Carl Gustav Jung behandelt. Von 1905 bis ca. 1907 war Spielrein Patientin von Jung, der sie psychoanalytisch behandelte und ihretwegen mit Sigmund Freud korrespondierte. Jung erwähnte die „20jährige russische Studentin“ erstmals in seinem dritten Schreiben an Freud aus Zürich im Oktober 1906 und bat ihn um seine Meinung. Erneut erwähnte er die „hysterische Patientin“, die nun ein Kind von ihm wolle, Mitte 1907, und dann wieder 1909, weil sie ihm „einen wüsten Skandal“ gemacht habe. Kurz darauf wandte Spielrein sich in Briefen direkt an Freud, was dieser C. G. Jung mitteilte. Dieser Briefwechsel führte Freud möglicherweise zum Diktum der Lehranalyse, nach dem jeder Analytiker sich zunächst selbst einer Analyse unterziehen muss, bevor er selbst Patienten behandelt.
Im Frühling 1905 begann Sabina Spielrein ein Medizinstudium an der Universität Zürich. Ab 1908 entwickelten Spielrein und Jung neben dem durch ihr Studium bedingten Kontakt eine Freundschaft und, den Tagebuch-Aufzeichnungen und Briefen zufolge, eine intime Beziehung. Ob es sexuelle Kontakte gab, ist nicht sicher bekannt.
In dem Briefwechsel zwischen Jung und Freud von 1907 bis 1909, in dem Jung ein sexuelles Begehren Spielreins andeutete, ohne seine Rolle dabei zuzugeben und zu erklären, erwähnt Freud erstmals die „Gegenübertragung“ und seine Erfahrung damit. Die intensive Beziehung mit Jung hatte ihren Höhepunkt in dem Gedanken Spielreins, ein gemeinsames Kind „Siegfried“ zu nennen. Dies bezeichnete der Psychoanalytiker Peter Loewenberg als eine Verletzung der Berufsethik (jeopardized his position at the Burghölzli and led to his rupture with Bleuler and his departure from the University of Zurich).
Im Jahre 1911 promovierte Spielrein als erste Frau mit einem dezidiert psychoanalytischen Thema in Zürich zum Dr. med. mit der Arbeit Über den psychologischen Inhalt eines Falles von Schizophrenie. Ihre Dissertation wurde im Jahrbuch für psychoanalytische und psychopathologische Forschungen, das von Jung herausgegeben wurde, veröffentlicht.
Spielrein hielt sich 1911 in München und neun Monate in Wien auf und lernte dort auch Sigmund Freud persönlich kennen. Sie nahm an den legendären „Mittwochsgesellschaften“ teil und wurde als zweite Frau in die Wiener Psychoanalytische Vereinigung aufgenommen.
Am 14. Juni 1912 heiratete sie den russisch-jüdischen Arzt Pawel Naumowitsch Scheftel in Rostow am Don. Am 17. Dezember 1913 kam die gemeinsame Tochter Irma Renata in Berlin zur Welt. Bei Beginn des Ersten Weltkriegs gelang Pawel Scheftel und Sabina Spielrein die Flucht aus Deutschland in die Schweiz. Pawel Scheftel verließ Frau und Kind, um in sein Kiewer Regiment einzutreten. Sabina Spielrein blieb mit ihrer kleinen Tochter im Westen. Sie lebte von 1915 bis 1921 in Lausanne und publizierte weiter in psychoanalytischen Zeitschriften. Im Jahre 1921 war sie acht Monate lang in Genf die Psychoanalytikerin von Jean Piaget.
Im Jahre 1923 kehrte sie mit ihrer Tochter in das inzwischen sowjetisch gewordene Russland zurück. Sie wurde Mitglied der Russischen Psychoanalytischen Vereinigung und Mitarbeiterin am Staatlichen Psychoanalytischen Institut in Moskau. Spielrein kehrte 1924 in ihre Geburtsstadt Rostow am Don zurück und lebte wieder mit ihrem Mann Pawel Scheftel zusammen. Am 18. Juni 1926 bekam das Paar eine zweite Tochter, Eva.
1929 wurde in der Sowjetunion die Psychoanalyse als „idealistisch“ und „subjektivistisch“ verboten. Daraufhin arbeitete Spielrein als Pädologin. 1937 wurde auch die Pädologie, d. h. das Testen von Kindern zur Festlegung der Schullaufbahn, verboten. Um überhaupt noch arbeiten zu können, erhielt sie ein Teilzeitpensum als Ärztin. Sie schrieb jedoch weiterhin und veröffentlichte Aufsätze in westlichen psychoanalytischen Zeitschriften.
Nachdem am 24. Juli 1942 im Rahmen des deutschen Überfalls auf die Sowjetunion die Stadt Rostow zum zweiten Mal eingenommen worden war, mussten sich die etwa 25.000 in Rostow lebenden Juden am 11. und 12. August 1942 in einem Schulgebäude versammeln und wurden dann zur Smijowskaja Balka (Schlangenschlucht) getrieben. Dort wurden sie – darunter auch die 56-jährige Sabina Spielrein und ihre 29- und 16-jährigen Töchter Irma Renata und Eva – von einem Teilkommando der Einsatzgruppe D erschossen.
Sabina Spielreins Brüder Isaak, Jan und Emil Spielrein waren in den Jahren 1935 bis 1937 verschwunden und sind 1937/1938 vom NKWD erschossen worden. Sie wurden 1956 auf dem XX. Parteitag der KPdSU unter Nikita Chruschtschow rehabilitiert.

## Werk
In ihren psychoanalytischen Veröffentlichungen beschäftigte sich Sabina Spielrein unter anderem mit schizophrenen Psychosen und Träumen und verfasste mehrere maßgebliche Aufsätze zur Kinderpsychologie. Sie gilt als Pionierin der Psychoanalyse des Kindes und der Analyse der kindlichen Entwicklung der Psyche.
Spielrein vertrat früh die These, dass der Sexualtrieb aus zwei gegensätzlichen Komponenten bestehe. In ihrem Aufsatz „Die Destruktion als Ursache des Werdens“ von 1912 beschrieb sie den Todeswunsch als Teil der Libido. Freud zitiert diese Überlegungen später anerkennend bei seiner Entwicklung des Todestriebs.
Spielrein hinterließ Tagebücher sowie Briefwechsel mit Sigmund Freud und Carl Gustav Jung, die inzwischen veröffentlicht sind und als wichtige Dokumente aus der Frühphase der Psychoanalyse gelten. Ihre Tagebücher und der Briefwechsel sowie verschiedene Manuskripte von Spielrein wurden zufällig 1977 in einem Koffer bei Renovierungsarbeiten im Genfer Palais Wilson, dem ehemaligen Psychologischen Institut Jean-Jacques Rousseau, gefunden. 1982 wurde ein weiterer Karton mit ihrem Nachlass in dem Institut entdeckt.

### Übersetzung der Tagebücher
Zwischen 2018 und 2023 übersetzte der US-amerikanische Psychoanalytiker Zvi Lothane (* 1934) mit Hilfe des Neffen Vladimir Shpilrain die russischen Tagebücher von Sabina Spielrein in die englische Sprache. Die zugehörige Publikation mit einem Vorwort von Zvi Lothane erschien im Jahr 2023.

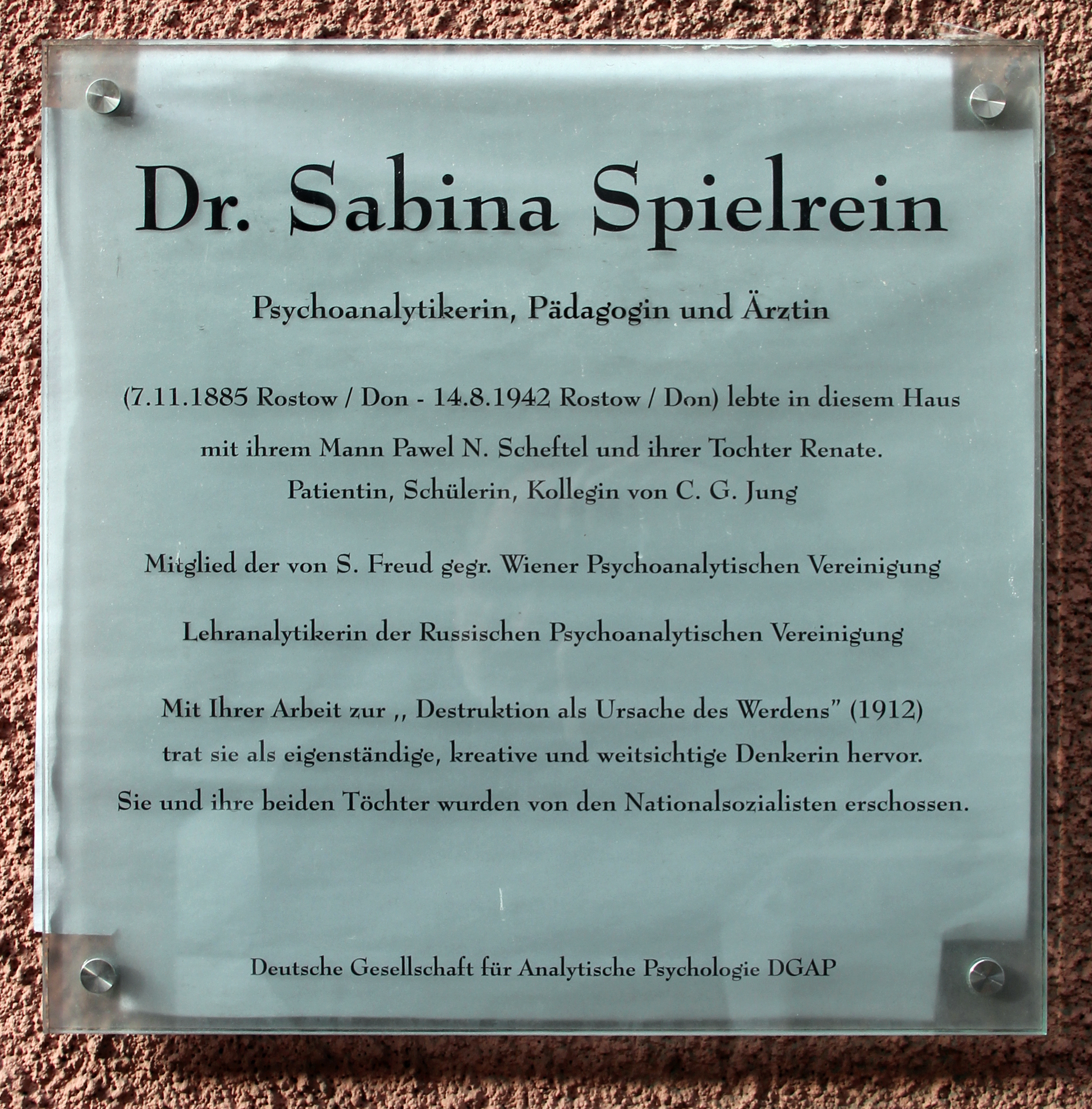
Gedenktafel am Haus, Thomasiusstraße 2, in Berlin-Moabit

## Ehrungen
Am Berliner Wohnhaus von Sabina Spielrein in der Thomasiusstraße 2 in Berlin-Moabit wurde von der „Deutschen Gesellschaft für Analytische Psychologie“ eine Gedenktafel angebracht. Der Name der Tochter Sabina Spielreins ist auf dieser Gedenktafel falsch geschrieben. Sie hieß nicht "Renate", sondern "Renata".

## Schriften (Auswahl)
- Die Destruktion als Ursache des Werdens. In: Jahrbuch für psychoanalytische und psychopathologische Forschungen, IV. Bd., erste Hälfte. Leipzig/Wien 1912, S. 465–503. (Online-Archive)
- Sämtliche Schriften. Psychosozial-Verlag, 2008, ISBN 978-3-89806-880-2.
- Sämtliche Schriften. Mit einem Vorwort von Ludger Lütkehaus. Psychosozial-Verlag, Gießen 2002, ISBN 3-89806-146-9.[16]
- Aldo Carotenuto (Hrsg.), Sabina Spielrein: Tagebuch einer heimlichen Symmetrie – Sabina Spielrein zwischen Jung und Freud. Mit einem Vorwort von Johannes Cremerius. Kore, Freiburg im Breisgau 1986, ISBN 3-926023-01-5. (Original Italienisch: Diario di una segreta simmetria — Sabina Spielrein tra Jung e Freud. Astrolabio – Ubaldini, Rom 1980.)
- Sabina Spielrein: Tagebuch und Briefe. Die Frau zwischen Jung und Freud. Herausgegeben von Traute Hensch, Akt. und erw. Neuauflage. Psychosozial-Verlag, Gießen 2003, ISBN 3-89806-184-1.[17]
- Jonathan House (edit.)(2023). The Untold Story of Sabina Spielrein. Healed & Haunted by Love. Translated by Henry Zvi Lothane with the collaboration of Vladimir Shpilrain. Unpublished Russian Diary and Letters.  UITbooks, NYC. Foreword Henry Zvi Lothane: Digitalisat

## Filme
- Ich hiess Sabina Spielrein. Dokumentarfilm, Deutschland 2002. Regie: Elisabeth Márton.[21][22] Die Welturaufführung des Films fand in Anwesenheit der Regisseurin am 27. April 2002 in der Black Box / Filmmuseum der Stadt Düsseldorf statt. Im Anschluss fand eine Podiumsdiskussion unter dem Titel "Sexuelle Übergriffe in der Psychoanalyse - Der Fall Sabina Spielrein" statt.
- Prendimi l’anima. Spielfilm, Italien/Frankreich/Großbritannien 2003. Regie: Roberto Faenza. Film über das Verhältnis zwischen Sabina Spielrein und Carl Gustav Jung. Mit Emilia Fox als Sabina Spielrein und Iain Glen als C. G. Jung.[23]
- Eine dunkle Begierde. Spielfilm, Kanada/Großbritannien/Deutschland 2011. Regie: David Cronenberg. Mit Keira Knightley als Sabina Spielrein, Michael Fassbender als Carl Gustav Jung und Viggo Mortensen als Sigmund Freud.[24] Siehe dazu die Besprechung des Films von Bernd Nitzschke: Vorwärts die Rosse traben, lustvoll schaukelt das Boot. David Cronenbergs Film „Eine dunkle Begierde“, der als „die wahre Geschichte einer Begegnung, die alles verändern sollte“, ins Kino kam. Literaturkritik.de 1, 2012, 94–98.

## Theater
- Doktor Spielrein Schauspielhaus Zürich 2024[25]